# فوينلابرادا
فوينلابرادا (بالإنجليزية: Fuenlabrada) هي بلدية ومدينة في منطقة الحكم الذاتي وتقع في منطقة مدريد في وسط إسبانيا. تبلغ مساحة هذه المدينة 39.41 (كم²)، ويبلغ عدد سكانها 197836 نسمة حسب إحصاء سنة 2009 م.

## أعلام
- فرناندو توريس
- راؤول مورينو
- فلاديمير تكاشينكو
- أندريا دورو

## وصلات خارجية
- www.ayto-fuenlabrada.es نسخة محفوظة 18 يونيو 2010 على موقع واي باك مشين.